# Michelle Cox
Michelle Johanna Cox (* 15. April 1991 in Sydney, New South Wales) ist eine australische Softballspielerin, die an den Olympischen Sommerspielen 2020 in Tokio teilnahm.

## Karriere

### Olympische Spiele
Michelle Cox gehörte bei den Olympischen Sommerspielen 2020 in Tokio zum australischen Aufgebot in der Softballmannschaft. Den olympischen Wettkampf absolvierte sie zusammen mit ihren Mannschaftskameradinnen Ellen Roberts, Tarni Stepto, Kaia Parnaby, Belinda White, Gabbie Plain, Chelsea Forkin, Taylah Tsitsikronis, Clare Warwick, Stacey Porter, Stacey McManus, Rachel Lack, Leah Parry, Jade Wall und Leigh Godfrey vom 21. bis 26. Juli 2020 im Fukushima Azuma Baseball Stadium und dem Yokohama Stadium. Mit den Ergebnissen der Spiele in der Gruppenphase gegen die Mannschaften aus Japan (1:8), Italien (1:0), Kanada (1:7), Vereinigte Staaten (1:2 nach Verlängerung) und Mexiko (1:4) wurde die Finalrunde nicht erreicht und sie schied vorzeitig auf dem 5. Platz von sechs teilnehmenden Mannschaften aus.